# Revue Jules Verne
Pour les articles homonymes, voir Jules Verne (homonymie).
La Revue Jules Verne est une publication semestrielle fondée en 1996 par le Centre international Jules-Verne à Amiens, sous l’impulsion de Jean-Paul Dekiss. Elle a succédé au bulletin « J.V.», édité de 1987 à 1996 (37 numéros). 
Elle a pour mission d’explorer l’œuvre de Jules Verne sous tous ses aspects pour en produire une connaissance précise, une critique informée et une approche accessible. La revue développe aussi une réflexion sur la place et l’impact de l'auteur dans le monde contemporain et ses imaginaires.
La publication de la Revue Jules Verne s’interrompt en 2015 avec la parution du 38e numéro.

## Présentation
Le comité de rédaction de la Revue Jules Verne s’efforce de regrouper les approches diverses au cœur d'un programme thématique qui propose des textes littéraires, scientifiques ou artistiques. Depuis 1996, la Revue Jules Verne fédère ainsi les recherches de la plupart des auteurs verniens dans le monde.
La revue consacre régulièrement un numéro complet à un entretien avec une personnalité intellectuelle, littéraire ou culturelle, placée sous l’influence de l’œuvre de Jules Verne. Julien Gracq (no 10), Michel Serres (no 13/14), Michel Butor ou Péter Esterházy (no 18) et Régis Debray ont contribué à ces conversations fertiles qui ponctuent la ligne éditoriale de la revue.
De 2003 à 2011, la revue fut publiée en partenariat avec la ville d'Amiens, la bibliothèque d'Amiens et les amis de la bibliothèque de Nantes, la Maison de Jules Verne à Amiens, restaurée par le Centre international Jules-Verne sous la forme d'une délégation de service public, et le musée Jules-Verne de Nantes s’associaient ainsi pour présenter au cœur de la publication l'actualité muséale consacrée à Jules Verne en France. 
La Revue Jules Verne reçoit le soutien du Centre national du livre (CNL).

## Rédacteurs et contributeurs

### Personnalités contribuant à la revue
François Angelier, Luis Britto Garcia, Michel Butor, Régis Debray, Péter Esterházy, Pierre Garnier, Jean-Paul Gourévitch, Julien Gracq, Jean-Pierre Haigneré, Christine Janin, Bernard Kouchner, Jean Malaurie, Jean-Yves Mollier, Erik Orsenna, Jack Ralite, Pierre Riché, Gilles de Robien, Gonzague Saint-Bris, Michel Serres, Jean-Luc Steinmetz, Jean-Claude Yon, etc.

### Principaux contributeurs
Philippe Burgaud, Christian Chelebourg, Daniel Compère, Cécile Compère, Volker Dehs, Jean-Paul Dekiss, Olivier Dumas, Arthur B. Evans, Piero Gondolo della Riva, Colette Le Lay, Claude Lepagnez, Agnès Marcetteau-Paul, Jean-Michel Margot, Jean-Jacques Nasoni (1955-2022), Jean-Yves Paumier, Jean-Pierre Picot, Robert Pourvoyeur, Samuel Sadaune, Olivier Sauzereau, Philippe Scheinhardt, Michel Serres, Laurence Sudret, Alexandre Tarrieu, Philippe Valetoux, etc.

## Numéros et thématiques
- 1 : Géants des mers (sur le Great Eastern)
- 2 : L’Argent
- 3 : Un écrivain célèbre et méconnu
- 4 : Voyageur ou sédentaire
- 5 : L’Or
- 6 : L’Énigmatique Orénoque
- 7 : Jules Verne et la cité
- 8 : Un vingtième siècle d’images (bande dessinée)
- 9 : Jules Verne au féminin
- 10 : Julien Gracq
- 11 : Le théâtre de jeunesse (les premières pièces de théâtre de Jules Verne, avec la publication de la pièce de théâtre Les Pailles rompues)
- 12 : Qu’est-ce qu’une maison d’écrivain ?
- 13/14 : Michel Serres
- 15 : Jules Verne et les États-Unis
- 16 : Les territoires de l’espace
- 17 : Jules Verne et les pôles
- 18 : Michel Butor/ Péter Esterházy
- 19/20 : Mondial Jules Verne
- 21 : Le ciel astronomique
- 22/23 : 2005, année Jules Verne
- 24 : Jules Verne et la musique
- 25 : La science en drame
- 26 : Jules Verne en ligne, édition critique
- 27 : Jules Verne et la poésie
- 28 : Jules Verne à table (gastronomie)
- 29 : Jules Verne au Canada
- 30 : Les Voyages à l’étranger : un phénomène éditorial
- 31 : Maître Zacharius, horloger genevois
- 32 : D’un biographe l’autre (sur un siècle de biographie autour de Jules Verne)
- 33/34 : Les arts de la représentation (représenter Jules Verne au cinéma, au théâtre, en peinture, en sculpture, etc.)
- 35 : Conversations sous influence, Régis Debray | Jean-Paul Dekiss
- 36 : À la vie, à la mort ![6]
- 37 : Hetzel, Éditeur par excellence[7]
- 38 : Chair, entre allusions & illusions (la sexualité)[8]